# 圣何塞 (圣弗朗西斯科区)
圣何塞是巴拿马贝拉瓜斯省圣弗朗西斯科区的一个城市，2010年是人口为2,555。該城市於2003年1月24日設立。